# آرویلا (ویرجینیای غربی)
آرویلا (به انگلیسی: Arvilla) یک منطقهٔ مسکونی در ایالات متحده آمریکا است که در شهرستان پلزنتز، ویرجینیای غربی واقع شده است. آرویلا ۱۸۸٫۹۸ متر بالاتر از سطح دریا واقع شده است.